# Roman Pîlîpciuk
Roman Pîlîpciuk (în ucraineană Роман Михайлович Пилипчук; n. 27 aprilie 1967) este un antrenor de fotbal și fost fotbalist ucrainean, care în prezent antrenează clubul FK Spartaks Jūrmala din Virslīga.   
Ca jucător, și-a făcut debutul în Prima Ligă Sovietică în anul 1990, la clubul FC Dinamo Moscova.

## Palmares
- Prima Ligă Sovietică

Bronz: 1990.
- Premier Liha

Bronz: 2002, 2003